# NGC 2747
NGC 2747 é uma galáxia espiral (S) localizada na direcção da constelação de Cancer. Possui uma declinação de +18° 26' 34" e uma ascensão recta de 9 horas, 05 minutos e 18,3 segundos.
A galáxia NGC 2747 foi descoberta em 29 de Março de 1865 por Albert Marth.